# Luci Corneli Cinna (cònsol 86 aC)
Lluci o Luci Corneli Cinna (en llatí Lucius Cornelius L. F. N. Cinna) era fill de Luci Corneli Cinna. Va ser el líder del partit popular romà durant el període en què Sul·la, cap dels aristòcrates o optimates, era a l'Orient (87 aC a 84 aC).

## El consolat amb Gneu Octavi en l'absència de Sul·la
El seu primer càrrec important havia estat el de llegat pretorià a la guerra màrsica. Quan Sul·la va deixar Itàlia (fou enviat pel senat romà a la regió del Pont a combatre a Mitridates VI Eupator, va permetre l'elecció de Cinna com a cònsol (87 aC) junt amb Gneu Octavi amb la condició de no canviar la constitució. Però només sortir d'Itàlia, Cinna va declarar a Sul·la fora de la llei i va proposar diverses mesures. Cinna tenia molta força al carrer mercès al suport del partit popular (força que l'altre cònsol difícilment podia aturar) i va proposar també cridar a Roma al desterrat Gai Mari, per la llei anomenada Cornelia de Gai Mari, però quan fou l'hora de la votació les seves propostes foren derrotades. Aquell mateix dia va haver de fugir de la ciutat i el cònsol Octavi i el Senat van prendre el poder. Cinna fou il·legalment destituït del càrrec i això li va donar arguments per iniciar la lluita armada. Els italians es van revoltar, ja que aspiraven a la ciutadania i aquest moviment fou aprofitat per Cinna.

## La revolta de les ciutats itàliques i la matança d'aristòcrates
El Senat va acordar concedir la ciutadania a totes les ciutats italianes compromeses en la rebel·lió, però els samnites i Nola continuaren la insurrecció tot presentant noves exigències, que el Senat va rebutjar.
Cinna i Mari van acceptar les exigències de les ciutats revoltades i també van prometre la llibertat als esclaus que s'allistessin en el seu bàndol. Així, molts van engrandir les seves files. Els aliats italians, dirigits per Cinna, van assetjar Roma. El Senat va haver de rendir-se i Mari, Cinna i Sertori (lloctinent de Mari) van entrar a la ciutat. Es va procedir a una matança sistemàtica d'aristòcrates als quals es van confiscar els béns (la matança es va estendre després a tot Itàlia). Sul·la va ser altre cop declarat fora de la Llei.

## Roma sota el règim revolucionari de Cinna
Mari va morir el 86 aC essent cònsol i Quint Sertori es va desfer dels seus seguidors personals, bàsicament esclaus, que van ser els qui van perpetrar les matances.
Cinna va romandre en el consolat (que va exercir durant quatre anys seguits) tenint ara com a col·lega a Luci Valeri Flac i va restablir les lleis Sulpicianes i probablement es van abolir les lleis Cornelianes. També es van suprimir les restriccions a l'annona i es van reduir els deutes a un quart del deute real (aquesta llei va privar a Cinna del suport dels cavallers). Luci Valeri Flac fou assassinat per Gai Flavi Fímbria a l'Àsia i fou substituït al consolat per Gneu Papiri Carbó.
Les províncies d'Hispània Citerior, Hispània Ulterior, Gàl·lia Transalpina, Gàl·lia Cisalpina, Sicília, Sardenya i Còrsega, eren favorables a Cinna. Àfrica, que primer es decantà pels optimates, va acabar passant també al bàndol de Cinna. Sul·la i els optimates dominaven Macedònia, mentre la resta d'Àsia estava amb el poder, directament o indirectament, de Mitridates VI Eupator.

## El retorn de Sul·la. Mort de Cinna

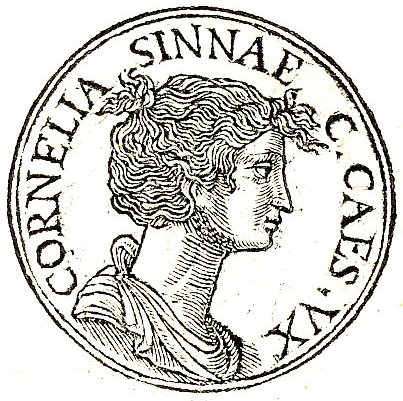
Cornelia Cinna, filla menor de Lucius Cornelius Cinna, i una germana del cònsol sufecte Lucius Cornelius Cinna

Quan Sul·la va avisar en una carta al senat que volia tornar amb les seves legions (després de fer la pau amb Mitrídates). Cinna va intentar combatre'l, però va morir en un motí mentre embarcava les tropes cap a Libúrnia a Il·líria (84 aC) i poc després Sul·la va desembarcar (83 aC) i es va unir al general optimate Gneu Pompeu, fill de Pompeu Estrabó, il·lustre militar, que gràcies a la seva clientela al Picé (on era un gran propietari) havia col·locat a tota la regió al costat de Sul·la.
Cinna, casat amb Ànnia, va tenir dues filles i un fill. Una de les filles, de nom desconegut, es va casar amb un dels seus seguidors anomenat Cn. Domitius Ahenobarbus; l'altra de nom Cornèlia Cinnil·la, es va casar amb Juli Cèsar. El fill, anomenat també Luci Corneli Cinna fou pretor.